# Очите на дракона
„Очите на дракона“ (на английски: The Eyes of the Dragon) е фентъзи роман от американския писател Стивън Кинг, публикуван за първи път като ограничено издание с твърди корици от „Филтрум Прес“ през 1984 г., илюстриран от Кенет Р. Линкхаузер. По-късно романът е публикуван за масовия пазар от Viking през 1987 г., с илюстрации от Дейвид Паладини. Това търговско издание е леко преработено за публикуване. Френското издание от 1995 г. не възпроизвежда американските илюстрации; то включва чисто нови илюстрации от Кристиан Хайнрих, а нова френска версия от 2016 г. също включва чисто нови илюстрации от Никола Дюфо.
По време на публикуването си романът представлява отклонение от нормата за Кинг, който е най-известен със своята фантастика на ужасите. Книгата е произведение на епичното фентъзи в квази-средновековна среда, с ясно изразена битка между доброто и злото и водеща роля на магията. Работното заглавие на романа е било „Салфетките“.

## Прием
„Очите на дракона“ е приет топло от професионални критици. Барбара Трител от „Ню Йорк Таймс“ описва романа като черпещ ясно влияние от европейските приказки и пише, че е „по-елегантен от всеки друг роман, който г-н Кинг е написал досега“.
Някои от заклетите фенове на Кинг отхвърлят „Очите на дракона“ от една страна защото го смятат за детска книга (Кинг първоначално пише романа за децата си), а от друга страна поради липсата на елементи на ужаси, които са типични за най-успешните творби на Кинг от този период. Отрицателната реакция на феновете към „Очите на дракона“ става вдъхновение за последвалия роман на Кинг „Мизъри“. Главният герой в „Мизъри“ е успешен автор на романтични романи, който убива най-популярния си герой, за да си позволи да пише в други стилове фантастика, само за да бъде затворен от полудял разгневен фен; Кинг счита „Мизъри“ за метафора за чувствата си, че е ограничен към писането на фантастика на ужасите.

## Връзки с други произведения
- Флаг (Рандъл Флаг), злодеят в историята, е пряко замесен в поредицата „Тъмната кула“, появявайки се като един от основните противници на Роланд от Гилеад. Той е и главният антагонист в „Сблъсък“.
- В „Тъмната кула II: Трите карти“, Роланд Дешайн споменава, че Томас и Денис посещават Гилеад. „Велики букви“ също се използват и в двата романа.
- Вещицата Рианон (Рея) от Куу се появява в „Тъмната кула IV: Магьосникът“ и използва техниката на Флаг да стане „дим“. Гарлан, земята, от която Флаг твърди, че е, също се споменава няколко пъти.
- Некрономиконът на Хауърд Лъвкрафт се появява за кратко като гримоар, от който Флаг чете често (но само по малко; да четеш твърде дълго означава да рискуваш да полудееш). Книгата не е назована, но Кинг споменава, че е написана от магьосника Алхазред.

## Адаптации
Правата върху „Очите на дракона“ са отстъпени два пъти, веднъж за филм и веднъж за телевизионен сериал.
Първоначално е трябвало да бъде създаден анимационен филм, продуциран от френската компания WAMC Entertainment. Филмът е щял да има бюджет от 45 милиона долара и е бил планиран да излезе в края на 2001 г. или началото на 2002 г. Въпреки това филмът не напредва в активна продукция и правата изтичат през 2000 г.
През 2012 г. Сайфай обявява, че разработва няколко проекта за потенциални телевизионни адаптации, една от които е „Очите на дракона“. Потвърдено е, че Майкъл Тейлър и Джеф Винтар пишат сценария, а Тейлър и Бил Хабер ще бъдат изпълнителни продуценти.
През 2019 г. излиза новина, че Хулу адаптира книгата като телевизионен сериал. През септември 2020 г. Сет Греъм-Смит, продуцент и сценарист на адаптацията на Хулу, се появява в подкаста The Kingcast с новина, че медията е решила да отмени проекта поради бюджетни проблеми и промени в изпълнителния екип.